# Meoto Iwa
Meoto Iwa (jap. 夫婦岩 para skał, skały mąż i żona, zaślubione skały) – pary świętych skał w wielu miejscach Japonii. 

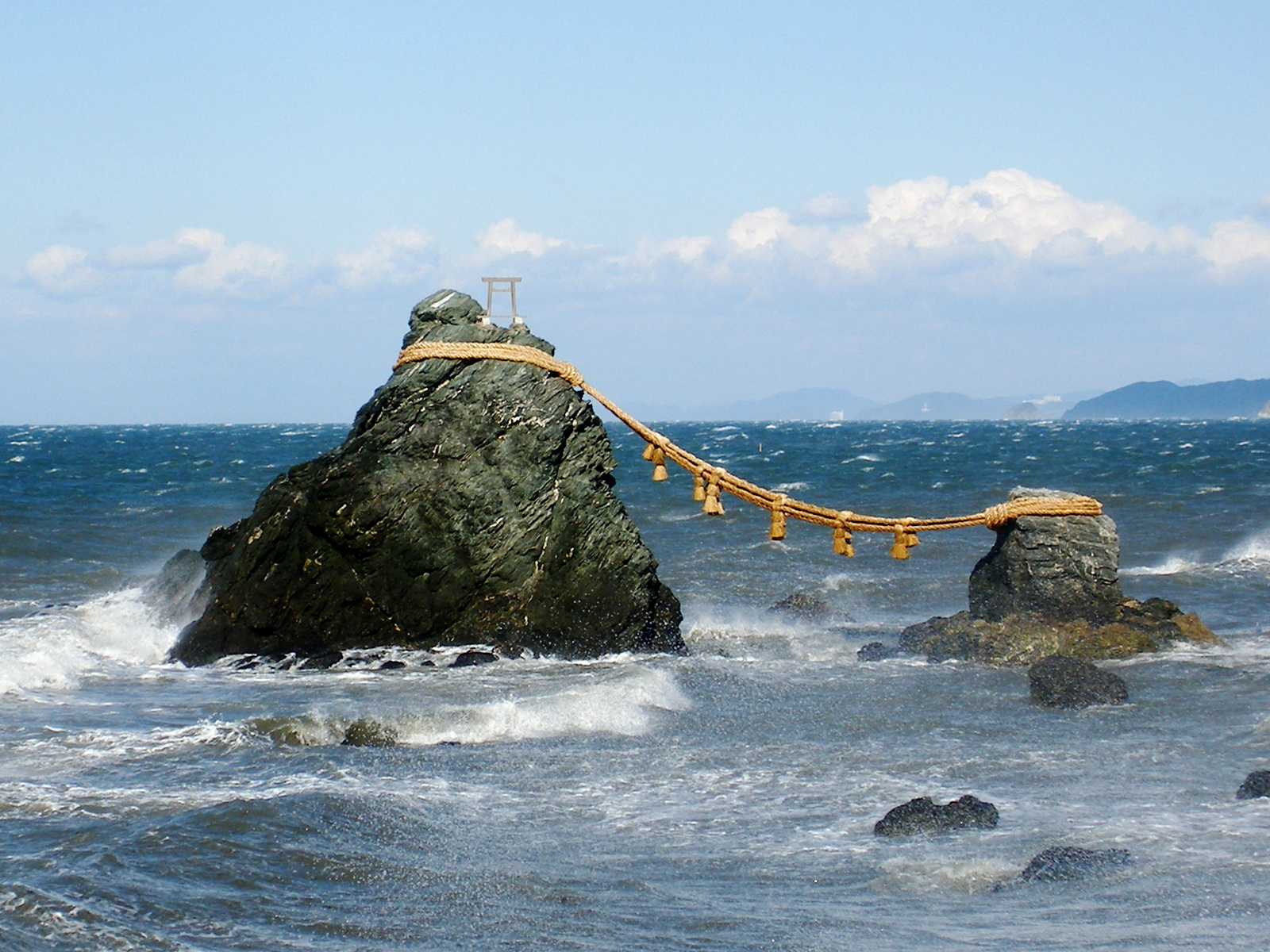
Meoto Iwa, skały mąż i żona, u wybrzeża Futami, pref. Mie

Najsłynniejsza para znajduje się w Parku Narodowym Ise-Shima w prefekturze Mie. 
Według wierzeń shintō, skały reprezentują jedność pary stworzycieli – kami Izanami i Izanagi. Łącząca obie skały, ważąca ponad tonę lina ze słomy (shimenawa), która wskazuje obecność kami i zaznacza granicę pomiędzy światem duchowym i ziemskim, jest zmieniana trzy razy w roku: w maju, wrześniu i grudniu.